# Spraydio
Spraydio, i marknadsföring skrivet SPRAYdio, var en kombinerad webbradiostation och community som startades av IT-företaget Spray i oktober 1999. Användarna kunde lyssna på musik i 12 kanaler med olika inriktningar samt diskutera och önska musik i communityn. 1999 hade Spraydio ungefär hundra tusen användare per vecka. 2007 såldes Spraydio till det norska företaget Nordic web radio. Alla forum, kanaler och tjänster stängdes den 1 april 2009.

## Kanaler
För alla kanaler gällde det att man måste vara medlem för att kunna önska låtar. 2009 fanns följande kanaler på Spraydio:
- Visby – popmusik
- Chelsea – indiemusik
- Piccadilly – 80-talsmusik
- Manilla – hiphopmusik
- Krakow – metal
- Nashville – countrymusik
- Detroit – techno
- Seattle – alternativ rock
- Motown – soulmusik
- Studio 54 – disco
- 90s Dance – eurodance
- Santa Cruz – punk